# Led Zeppelin Remasters
Led Zeppelin Remasters es un doble CD (o doble casete, o triple LP) recopilatorio de material remasterizado del grupo de rock inglés Led Zeppelin, publicado inicialmente en Japón y el Reino Unido el 15 de octubre de 1990 por Atlantic Records. 
Constituye una versión reducida de la caja de 4 CDs Boxed Set.
La edición norteamericana de 1992 incluye un CD extra con entrevistas a Jimmy Page, Robert Plant y John Paul Jones. 

## Lista de canciones

### Disco 1
1. "Communication Breakdown" (Jimmy Page, John Paul Jones, John Bonham) – 2:28, (1969)
2. "Babe I'm Gonna Leave You" (Page, Robert Plant) – 6:41, (1969)
3. "Good Times, Bad Times" (Page, Jones, Bonham) – 2:43, (1969)
4. "Dazed and Confused" (Page) – 6:26, (1969)
5. "Whole Lotta Love" (Page, Plant, Jones, Bonham) – 5:34, (1969)
6. "Heartbreaker" (Page, Plant, Jones, Bonham) – 4:14, (1969)
7. "Ramble On" (Page, Plant) – 4:24, (1969)
8. "Immigrant Song" (Page, Plant) – 2:23, (1970)
9. "Celebration Day" (Page, Plant, Jones) – 3:28, (1970)
10. "Since I've Been Loving You" (Page, Plant, Jones) – 7:24, (1970)
11. "Black Dog" (Page, Plant, Jones) – 4:54, (1971)
12. "Rock and Roll" (Page, Plant, Jones, Bonham) – 3:40, (1971)
13. "The Battle of Evermore" (Page, Plant) – 5:51, (1971)
14. "Misty Mountain Hop" (Page, Plant, Jones) – 4:39, (1971)
15. "Stairway to Heaven" (Page, Plant) – 8:01, (1971)

### Disco 2
1. "The Song Remains the Same" (Page, Plant) – 5:29, (1973)
2. "The Rain Song" (Page, Plant) – 7:39, (1973)
3. "D'yer Mak'er" (Page, Plant, Jones, Bonham) – 4:23, (1973)
4. "No Quarter" (Page, Plant, Jones) – 7:00, (1973)
5. "Houses of the Holy" (Page, Plant) – 4:03, (1975)
6. "Kashmir" (Page, Plant, Bonham) – 8:32, (1975)
7. "Trampled Under Foot" (Page, Plant, Jones) – 5:35, (1975)
8. "Nobody's Fault but Mine" (Page, Plant) – 6:28, (1976)
9. "Achilles Last Stand" (Page, Plant) – 10:23, (1976)
10. "All My Love" (Plant, Jones) – 5:53, (1979)
11. "In the Evening" (Page, Plant, Jones) – 6:51, (1979)

### Disco 3
- 1) Perfil de Led Zeppelin
- 2 - 8) Jimmy Page Station Liners
- 9 - 16) Entrevista a Jimmy Page
- 21 - 32) Entrevista a Robert Plant
- 33 - 43) Entrevista a John Paul Jones

(El disco 3 fue originalmente publicado como Profiled, el cual se incluía como material promocional en Boxed Set.